# A Bíblia
A Bíblia (em inglês:  The Bible... In The Beginning; em italiano:  La Bibbia) é um filme ítalo-americano que narra os 22 primeiros capítulos do livro de Gênesis. Produzido pela Twentieth Century Fox pelo italiano Dino De Laurentiis, rodado nos estúdios Cinecittà e dirigido por John Huston, em 1966, tem como elenco o próprio John Huston (Noé, voz de Deus, Narrador, voz da Serpente), Pupella Maggio (esposa de Noé), Peter Heinze (Sem), Anna Orso (esposa de Sem), Angelo Boscariol (Cã), Eric Leutzinger (Jafé), Rossana Di Rocco (esposa de Jafé), Franco Nero (Abel), George C. Scott (Abraão), Ava Gardner (Sara), Alberto Lucantoni (Isaque), Peter O'Toole (Os três anjos), Michael Parks (Adão), Ulla Bergryd (Eva), Richard Harris (Caim), Stephen Boyd (Ninrode), Claudie Lange (esposa de Ninrode), Zoe Sallis (Agar), Luciano Conversi (Ismael), Gabriele Ferzetti (Ló), Elenora Rossi Drago (esposa de Ló).

## Sinopse
O filme exibe com domínio e força as histórias das Escrituras Hebraicas (Antigo Testamento) desde a criação da Terra e do primeiro homem, Adão, até sua queda devido a desobediência (Gênesis cap. 1-3), bem como o declínio da humanidade inteira. Depois da expulsão de Adão e Eva do Jardim do Éden, vamos para a famosa história de Caim e Abel, um irmão bom e outro mau. Caim e Abel fazem um sacrifício para Deus, mas devido a maldade de Caim, Deus rejeita o seu sacrifício, mas aceita o de Abel, devido ele ser um bom homem; Caim, enfurecido e completamente tomado de ciúmes, mata seu irmão; Deus o castiga por isso, mas, Caim com medo de quem achá-lo poder matá-lo, faz com que Deus lhe dê um sinal, para que quem o ache não o mate (Gênesis cap. 4:1-16).
O filme mostra também os julgamentos de Deus contra o mundo dos dias de Noé, e as cidades de Sodoma e Gomorra (Gênesis cap. 6-9, 19:1-26). Após o Dilúvio, o filme nos conduz para a história de Ninrode, bisneto de Noé (filho de Cus, filho de Cã), onde vemos o seu reino do qual Babel, Ereque, Acádia e Calné, na terra de Sinear, faziam parte; é nessa parte que vemos a grande torre que os homens estavam construindo, que ficou mais tarde conhecida como a Torre de Babel, pois foi ali que Deus confundiu o idoma de todos (Gênesis cap. 10:6, 8-12; cap. 11:1-9). O filme vai também até os dias de Abraão (cujo nome antes era Abrão) (Gênesis cap. 12-18, 20-22), onde Deus diz para ele sair de sua terra natal e lhe promete que será o pai de grandes nações; mas surge uma pergunta intrigante: como isso se dará se Sara (cujo nome antes era Sarai) é estéril? Sara arranja uma solução: entrega Agar, sua escrava egípcia, para Abraão, para que, como ela diz, "tenha filhos por meio de Agar". Mas não é essa a solução de Deus. De fato, Agar dá à luz um filho, Ismael, mas depois de uma visita que Abraão recebeu, feita por três anjos, é prometido a Sara que ela terá um filho, mesmo na idade avançada. Nasce um filho à Sara, Isaque, mas devido a uma brincadeira de mau gosto feita por Ismael e apoiada por sua mãe, durante a festa do desmamento de Isaque, Sara manda a Abraão que ele expulse Agar e Ismael; a princípio se recusa a fazer isso, mas quando Deus diz para ele escutar a voz de sua esposa, ele acaba mandando os dois embora, mesmo Ismael sendo também seu filho. Agar vagueia com seu filho pelo deserto, mas não acha água, achando assim que o filho vai morrer, chora a Deus; um anjo aparece dizendo que Ismael será o pai de uma nação e, logo depois, surge água. O filme termina com o impedido sacrifício de Isaque, passando por todas essas histórias de maneira emocionante.

## Prêmios
- Embora o filme tenha sido indicado a 3 Oscars, levou apenas 1, o de Melhor Música / trilha sonora.

- O produtor, Dino De Laurentiis, também levou 1 Oscar de Melhor Produtor pelo filme.